# Конотопская и Глуховская епархия
Коното́пская и Глу́ховская епа́рхия — епархия Украинской православной церкви, объединяет приходы и монастыри на территории Глуховского, Конотопского, Кролевецкого, Путивльского, Середино-Будского, Шосткинского, Ямпольского районов Сумской области.
Кафедральный город — Конотоп. Кафедральные соборы — Вознесенский (Конотоп), Анастасиевский (Глухов).

## История
В 1923 году учреждено Глуховское викариатство Черниговской епархии.
22 июня 1993 года решением Священного Синода Украинской Православной Церкви образована Глуховская и Конотопская епархия из части Черниговской и части Сумской епархий.
Согласно решению Конотопского совета народных депутатов от 3 апреля 1998 года и договора передачи дошкольного учреждения Глуховской епархии под административный центр и проживание управляющего епархией, где проведён капитальный ремонт и уже функционирует епархия, а также, в связи с тем, что город Конотоп является большим индустриальным городом с населением в 110 тыс. человек в сравнении с городом Глухов, где проживает 43 тыс. человек, а также по желанию духовенства и мирян Священный Синод Украинской Церкви благословил 19 мая 1998 года переименовать епархию в Конотопскую и Глуховскую.
25 сентября 2013 года решением Священного Синода Украинской православной церкви Бурынский район на юге епархии был передан новоучреждённой Роменской епархии.

## Епископы
Глуховское викариатство Черниговской епархии
- 23 апреля — 1 мая 1923 — Матфий (Храмцев)
- 18 ноября 1923 — 15 сентября 1924 — Дамаскин (Цедрик)

Конотопское викариатство Черниговской епархии
- 1923 — 26 марта 1924 — Иоанн (Доброславин)

Глуховская и Конотопская епархия
- 22 июня 1993 — 29 декабря 1993 — Пантелеимон (Романовский)
- 29 декабря 1993 — 27 июля 1995 — Ионафан (Елецких)
- 27 июля 1995 — 19 мая 1998 — Анатолий (Гладкий)

Конотопская и Глуховская епархия
- 19 мая 1998 — 30 марта 1999 — Анатолий (Гладкий)
- 30 марта 1999 — 8 мая 2008 — Иннокентий (Шестопаль)
- 8 мая 2008 — 23 декабря 2010 — Лука (Коваленко)
- 23 декабря 2010 — 20 июля 2012 — Иосиф (Масленников)
- с 22 июля 2012 — Роман (Кимович)

## Благочиннические округа
- Глуховский
- Конотопский
- Кролевецкий
- Путивльский
- Середино-Будский
- Шосткинский
- Ямпольский

## Монастыри
- Гамалиевский Харлампиев монастырь (женский; село Гамалиевка, Шосткинский район)
- Молченский Рождества Богородицы монастырь (женский; Путивль)
- Софрониево-Молченская Рождества Богородицы Печерская пустынь (мужской; село Новая Слобода, Путивльский район)

Также на территории епархии расположена ставропигиальный мужской монастырь Глинская пустынь